# Dachpilze
Die Dachpilze (Pluteus) sind eine Pilzgattung aus der Familie der Dachpilzverwandten. Die Arten dieser Gattung wachsen saprobiontisch auf Totholz. Sollte Holz im Boden vergraben sein, kann der Eindruck entstehen, dass die Fruchtkörper scheinbar auf der Erde wachsen.
Die Typusart ist der Rehbraune Dachpilz (Pluteus cervinus).

## Merkmale

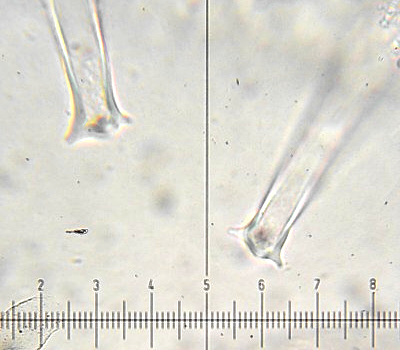
Typisch für die Dachpilze der Sektion Pluteus sind Zystiden an den Lamellenflächen mit Haken.

### Makroskopische Merkmale
Die Blätterpilze haben kein Velum partiale und auch das Velum universale ist meist völlig reduziert, sodass sie dann weder einen Ring am Stiel noch eine Volva an der Stielbasis aufweisen. Nur bei wenigen Arten, wie z. B. Pluteus fenzlii, oder Varietäten von sonst velumlosen Arten, wie z. B. Pluteus aurantiorugosus var. aurantiovelatus, ist das Velum universale noch vorhanden, sodass der Stiel dann von der Stielbasis ausgehend vom Velum gestiefelt ist und die Abrisskante des Velums einen Ring am Stiel (Plutues fenzlii, teils auch als kleine Volva ausgeprägt, wenn die Abrisskante sehr tief sitzt) oder zumindest eine Ringzone (Pluteus aurantiorugosus var. aurantiovelatus) erzeugt.
Der Hut ist immer gewölbt bis flach konvex, aber niemals niedergedrückt oder trichterartig vertieft. Der Stiel sitzt fast immer zentral am Hut an und lässt sich leicht von diesem trennen. An der Basis ist er dicklich bis knollig, aber niemals gerandet knollig. Ring und Volva fehlen. In jungem Zustand sind die Lamellen weiß, mit zunehmender Sporenreife verfärben sie sich rosa bis rötlich-bräunlich. Sie stehen frei vom Stiel. Das Sporenpulver ist rosa bis rosabraun gefärbt.

### Mikroskopische Merkmale
Die Sporen sind rund bis leicht elliptisch und haben eine glatte Oberfläche. Zystiden an den Lamellenschneiden sind immer vorhanden, an der Lamellenfläche kommen sie oft vor, sind dann teils auffällig dickwandig und in der Sektion Pluteus an der Spitze mit charakteristischen Haken versehen. Das wichtigste Unterscheidungsmerkmal der einzelnen Arten ist der im Mikroskop erkennbare Aufbau der Huthaut.

## Gattungsabgrenzung
Ebenfalls mit rosabräunlichem Sporenpulver:
- Rötlinge (Entoloma) – die Lamellen sind bei den Rötlingen nicht völlig frei. Mikroskopisch unterscheiden sie sich durch ihre eckigen Sporen.
- Scheidlinge (Volvariella) und Volvopluteus – sie besitzen an der Stielbasis eine Scheide (Volva).

## Ökologie und Lebensweise
Die Arten dieser Gattung wachsen saprobiontisch auf Totholz. Sollte Holz im Boden vergraben sein, kann der Eindruck entstehen, dass die Fruchtkörper scheinbar auf der Erde wachsen.

## Arten
Die Gattung umfasst weltweit ca. 300 Arten, von denen etwa 65 in Europa vorkommen.
| Dachpilze (Pluteus) in Europa |                                                            |                                                                           |
| \| Deutscher Name \| Wissenschaftlicher Name \| Autorenzitat \| \| ------------------------------------------------------------------- \| ---------------------------------------------------------- \| ------------------------------------------------------------------------- \| \| \| Pluteus albineus \| Bonnard 2001 \| \| Erlen-Dachpilz \| Pluteus alniphilus \| Citérin & Deparis 2003 \| \| Schwarzschneidiger Dachpilz \| Pluteus atromarginatus \| (Singer 1925) Kühner 1935 \| \| Orangeroter oder Scharlachroter Dachpilz \| Pluteus aurantiorugosus (beschrieben als aurantio-rugosus) \| (Trog 1857) Saccardo 1896 \| \| \| Pluteus aurantiorugosus var. aurantiovelatus \| Vizzini 2011 \| \| Braunfaseriger Dachpilz \| Pluteus brunneoradiatus \| Bonnard 1987 \| \| Rehbrauner Dachpilz \| Pluteus cervinus \| (Schaeffer 1774) P. Kummer 1871 \| \| Goldbrauner und Senfgelber Dachpilz \| Pluteus chrysophaeus \| (Schaeffer 1774) Quélet 1872 \| \| Graubrauner Dachpilz \| Pluteus cinereofuscus (beschrieben als cinereo-fuscus) \| J.E. Lange 1917 \| \| Graugrünstieliger oder Blaufüßiger Dachpilz \| Pluteus cyanopus \| Quélet 1883 \| \| Rissiger Dachpilz \| Pluteus diettrichii \| Bresadola 1905 \| \| \| Pluteus eludens \| E.F. Malysheva et al. 2011 \| \| Herber, Flaumiger, Graufilziger oder Mausgrauer Dachpilz \| Pluteus ephebeus (beschrieben als ephebaeus) \| (Fries 1818 : Fries 1821) Gillet 1876 \| \| Dichtschuppiger Zwerg-, Feinschuppiger oder Kleinster Dachpilz \| Pluteus exiguus \| (Patouillard 1886) Saccardo 1887 \| \| Gelbberingter Dachpilz \| Pluteus fenzlii \| (Schulzer 1866) Corriol & P.A. Moreau 2007 \| \| Hygrophaner Dachpilz \| Pluteus griseoluridus \| P.D. Orton 1984 \| \| Borstiger Zwerg- oder Haariger Dachpilz \| Pluteus hispidulus \| (Fries 1818 : Fries 1821) Gillet 1876 \| \| \| Pluteus hispidulus var. cephalocystis \| Schreurs 1985 \| \| Knolliger oder Weißer Adern-Dachpilz \| Pluteus inquilinus \| Romagnesi 1979 ('1978') \| \| Trügerischer oder Verwechselbarer Dachpilz \| Pluteus insidiosus \| Vellinga & Schreurs 1985 \| \| Löwengelber Dachpilz \| Pluteus leoninus \| (Schaeffer 1774 : Fries 1821) P. Kummer 1871 \| \| \| Pluteus lipidocystis \| Bonnard 1986 \| \| Düsterer Dachpilz \| Pluteus luctuosus \| Boudier 1905 \| \| Steilgebuckelter oder Zitzen-Dachpilz \| Pluteus mammifer \| Romagnesi 1978 \| \| \| Pluteus multiformis \| Justo et al. 2011 \| \| Erglänzender oder Flockigbereifter Dachpilz \| Pluteus nanus \| (Persoon 1801 : Fries 1821) P. Kummer 1871 \| \| \| Pluteus nothopellitus \| Justo & M.L. Castro 2007 \| \| Blassstieliger Dachpilz \| Pluteus pallescens \| P.D. Orton 1960 \| \| \| Pluteus pallidus \| Homola 1973 ('1972') \| \| Schneeweißer Buchen- oder Weißer Dachpilz \| Pluteus pellitus \| (Persoon 1801 : Fries 1821) P. Kummer 1871 \| \| Braunschuppiger oder Schuppigseidiger Dachpilz \| Pluteus petasatus \| (Fries 1838) Gillet 1876 \| \| Runzeliger oder Weißstieliger Adern-Dachpilz \| Pluteus phlebophorus \| (Ditmar 1813 : Fries 1821) P. Kummer 1871 \| \| Verschiedenfarbiger, Körniger, Samtfüßiger oder Weißlicher Dachpilz \| Pluteus plautus \| (Weinmann 1836) Gillet 1876 ss. lat. \| \| Samtiger Dachpilz \| Pluteus podospileus \| Saccardo & Cuboni 1887 \| \| Graurissiger Dachpilz \| Pluteus poliocnemis \| Kühner in Kühner & Romagnesi 1956 \| \| Schnallen-Nadelholz- oder Pouzars Dachpilz \| Pluteus pouzarianus \| Singer 1984 ('1983') \| \| Frühjahrs-Dachpilz \| Pluteus primus \| Bonnard 1991 \| \| Grauscheiteliger Dachpilz \| Pluteus pseudorobertii \| M.M. Moser & Stangl 1963 \| \| Zwerg-Dachpilz \| Pluteus pusillulus \| Romagnesi 1940 \| \| Gelbstieliger Dachpilz \| Pluteus romellii \| (Britzelmayr 1891) Saccardo 1895 \| \| Rosastieliger Dachpilz \| Pluteus roseipes \| Höhnel 1902 \| \| Grüngrauer Dachpilz \| Pluteus salicinus \| (Persoon 1798 : Fries 1821) P. Kummer 1871 \| \| \| Pluteus sandalioticus \| Contu & Arras 2001 \| \| \| Pluteus siccus \| E.F. Malysheva 2022 \| \| Graustieliger Adern-Dachpilz \| Pluteus thomsonii (beschrieben als thomsoni) \| (Berkeley & Broome 1876) Dennis 1948 ('1947') \| \| \| Pluteus thomsonii var. diverticulatus \| (Corriol 2004) E. Ludwig 2007 \| \| Schwarzflockiger Dachpilz \| Pluteus umbrosus \| (Persoon 1798 : Fries 1821) P. Kummer 1871 \| \| Wechselfarbiger Dachpilz \| Pluteus variabilicolor \| Babos 1978 \| \| \| Pluteus vellingae \| Justo, Ferisin, Ševčíková, Kaygusuz, G. Muñoz, Lebeuf & S.D. Russell 2022 \| |                                                            |                                                                           |
| Deutscher Name | Wissenschaftlicher Name                                    | Autorenzitat                                                              |
| | Pluteus albineus                                           | Bonnard 2001                                                              |
| Erlen-Dachpilz | Pluteus alniphilus                                         | Citérin & Deparis 2003                                                    |
| Schwarzschneidiger Dachpilz | Pluteus atromarginatus                                     | (Singer 1925) Kühner 1935                                                 |
| Orangeroter oder Scharlachroter Dachpilz | Pluteus aurantiorugosus (beschrieben als aurantio-rugosus) | (Trog 1857) Saccardo 1896                                                 |
| | Pluteus aurantiorugosus var. aurantiovelatus               | Vizzini 2011                                                              |
| Braunfaseriger Dachpilz | Pluteus brunneoradiatus                                    | Bonnard 1987                                                              |
| Rehbrauner Dachpilz | Pluteus cervinus                                           | (Schaeffer 1774) P. Kummer 1871                                           |
| Goldbrauner und Senfgelber Dachpilz | Pluteus chrysophaeus                                       | (Schaeffer 1774) Quélet 1872                                              |
| Graubrauner Dachpilz | Pluteus cinereofuscus (beschrieben als cinereo-fuscus)     | J.E. Lange 1917                                                           |
| Graugrünstieliger oder Blaufüßiger Dachpilz | Pluteus cyanopus                                           | Quélet 1883                                                               |
| Rissiger Dachpilz | Pluteus diettrichii                                        | Bresadola 1905                                                            |
| | Pluteus eludens                                            | E.F. Malysheva et al. 2011                                                |
| Herber, Flaumiger, Graufilziger oder Mausgrauer Dachpilz | Pluteus ephebeus (beschrieben als ephebaeus)               | (Fries 1818 : Fries 1821) Gillet 1876                                     |
| Dichtschuppiger Zwerg-, Feinschuppiger oder Kleinster Dachpilz | Pluteus exiguus                                            | (Patouillard 1886) Saccardo 1887                                          |
| Gelbberingter Dachpilz | Pluteus fenzlii                                            | (Schulzer 1866) Corriol & P.A. Moreau 2007                                |
| Hygrophaner Dachpilz | Pluteus griseoluridus                                      | P.D. Orton 1984                                                           |
| Borstiger Zwerg- oder Haariger Dachpilz | Pluteus hispidulus                                         | (Fries 1818 : Fries 1821) Gillet 1876                                     |
| | Pluteus hispidulus var. cephalocystis                      | Schreurs 1985                                                             |
| Knolliger oder Weißer Adern-Dachpilz | Pluteus inquilinus                                         | Romagnesi 1979 ('1978')                                                   |
| Trügerischer oder Verwechselbarer Dachpilz | Pluteus insidiosus                                         | Vellinga & Schreurs 1985                                                  |
| Löwengelber Dachpilz | Pluteus leoninus                                           | (Schaeffer 1774 : Fries 1821) P. Kummer 1871                              |
| | Pluteus lipidocystis                                       | Bonnard 1986                                                              |
| Düsterer Dachpilz | Pluteus luctuosus                                          | Boudier 1905                                                              |
| Steilgebuckelter oder Zitzen-Dachpilz | Pluteus mammifer                                           | Romagnesi 1978                                                            |
| | Pluteus multiformis                                        | Justo et al. 2011                                                         |
| Erglänzender oder Flockigbereifter Dachpilz | Pluteus nanus                                              | (Persoon 1801 : Fries 1821) P. Kummer 1871                                |
| | Pluteus nothopellitus                                      | Justo & M.L. Castro 2007                                                  |
| Blassstieliger Dachpilz | Pluteus pallescens                                         | P.D. Orton 1960                                                           |
| | Pluteus pallidus                                           | Homola 1973 ('1972')                                                      |
| Schneeweißer Buchen- oder Weißer Dachpilz | Pluteus pellitus                                           | (Persoon 1801 : Fries 1821) P. Kummer 1871                                |
| Braunschuppiger oder Schuppigseidiger Dachpilz | Pluteus petasatus                                          | (Fries 1838) Gillet 1876                                                  |
| Runzeliger oder Weißstieliger Adern-Dachpilz | Pluteus phlebophorus                                       | (Ditmar 1813 : Fries 1821) P. Kummer 1871                                 |
| Verschiedenfarbiger, Körniger, Samtfüßiger oder Weißlicher Dachpilz | Pluteus plautus                                            | (Weinmann 1836) Gillet 1876 ss. lat.                                      |
| Samtiger Dachpilz | Pluteus podospileus                                        | Saccardo & Cuboni 1887                                                    |
| Graurissiger Dachpilz | Pluteus poliocnemis                                        | Kühner in Kühner & Romagnesi 1956                                         |
| Schnallen-Nadelholz- oder Pouzars Dachpilz | Pluteus pouzarianus                                        | Singer 1984 ('1983')                                                      |
| Frühjahrs-Dachpilz | Pluteus primus                                             | Bonnard 1991                                                              |
| Grauscheiteliger Dachpilz | Pluteus pseudorobertii                                     | M.M. Moser & Stangl 1963                                                  |
| Zwerg-Dachpilz | Pluteus pusillulus                                         | Romagnesi 1940                                                            |
| Gelbstieliger Dachpilz | Pluteus romellii                                           | (Britzelmayr 1891) Saccardo 1895                                          |
| Rosastieliger Dachpilz | Pluteus roseipes                                           | Höhnel 1902                                                               |
| Grüngrauer Dachpilz | Pluteus salicinus                                          | (Persoon 1798 : Fries 1821) P. Kummer 1871                                |
| | Pluteus sandalioticus                                      | Contu & Arras 2001                                                        |
| | Pluteus siccus                                             | E.F. Malysheva 2022                                                       |
| Graustieliger Adern-Dachpilz | Pluteus thomsonii (beschrieben als thomsoni)               | (Berkeley & Broome 1876) Dennis 1948 ('1947')                             |
| | Pluteus thomsonii var. diverticulatus                      | (Corriol 2004) E. Ludwig 2007                                             |
| Schwarzflockiger Dachpilz | Pluteus umbrosus                                           | (Persoon 1798 : Fries 1821) P. Kummer 1871                                |
| Wechselfarbiger Dachpilz | Pluteus variabilicolor                                     | Babos 1978                                                                |
| | Pluteus vellingae                                          | Justo, Ferisin, Ševčíková, Kaygusuz, G. Muñoz, Lebeuf & S.D. Russell 2022 |

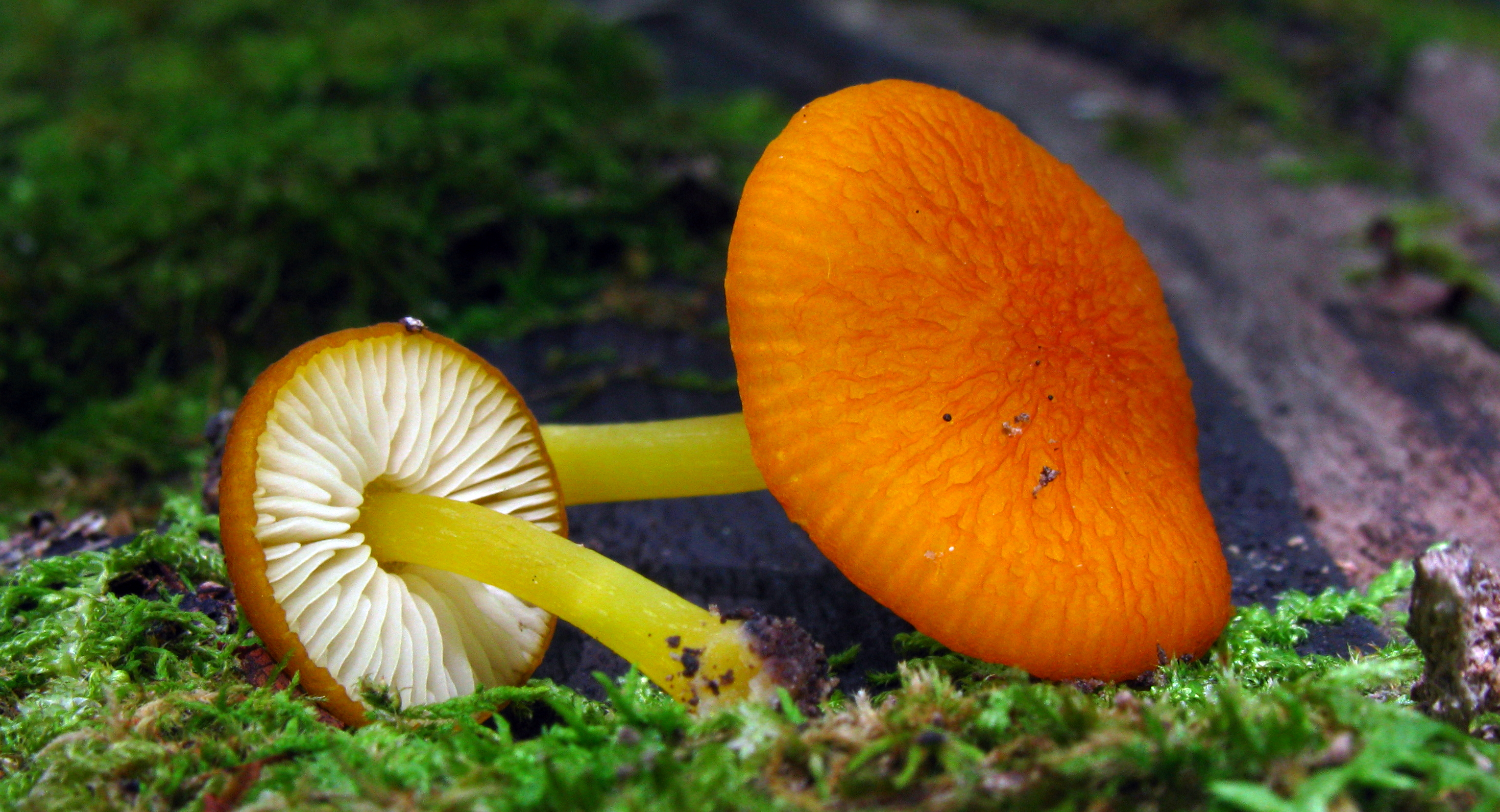
Pluteus admirabilis
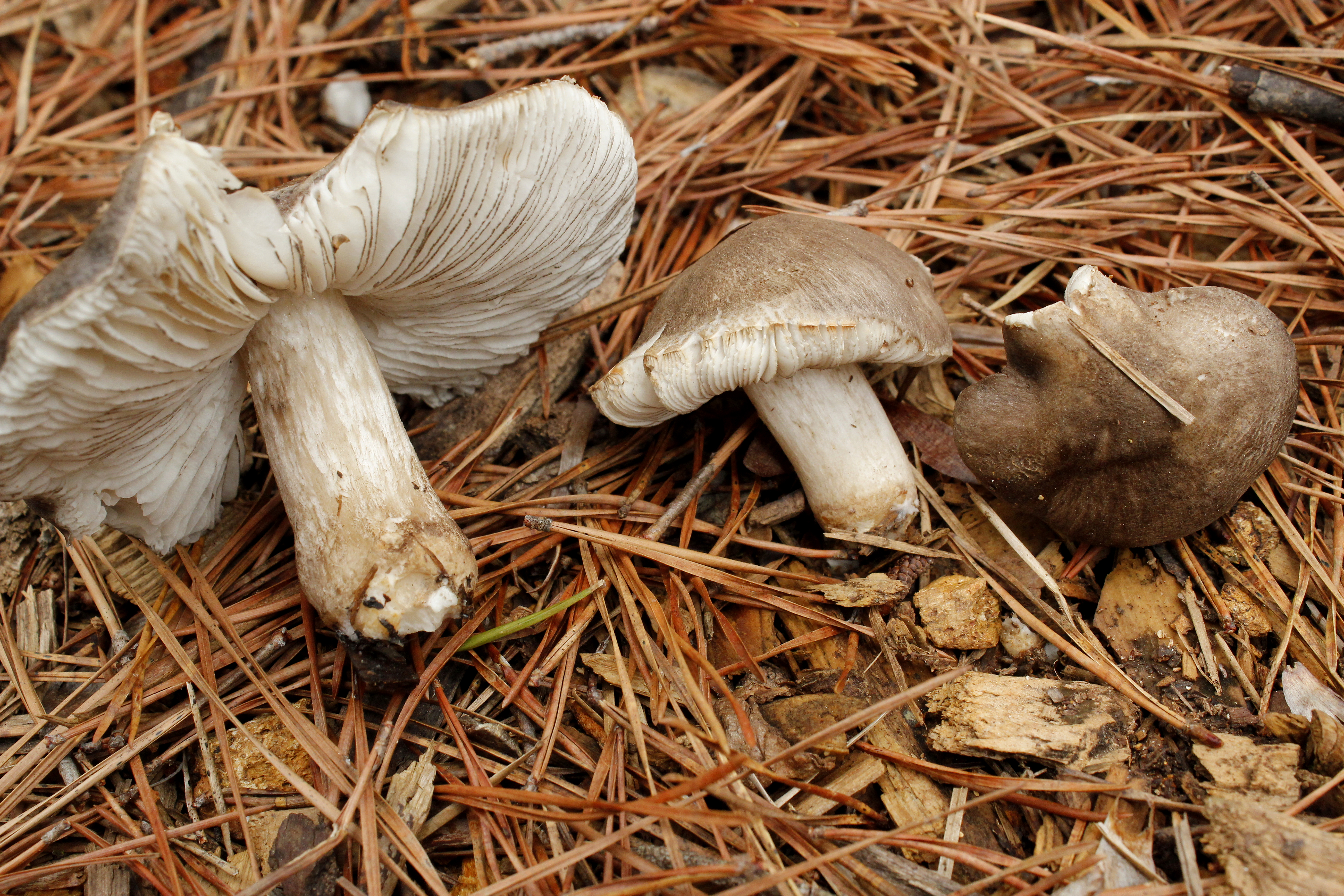
Schwarzschneidiger Dachpilz Pluteus atromarginatus
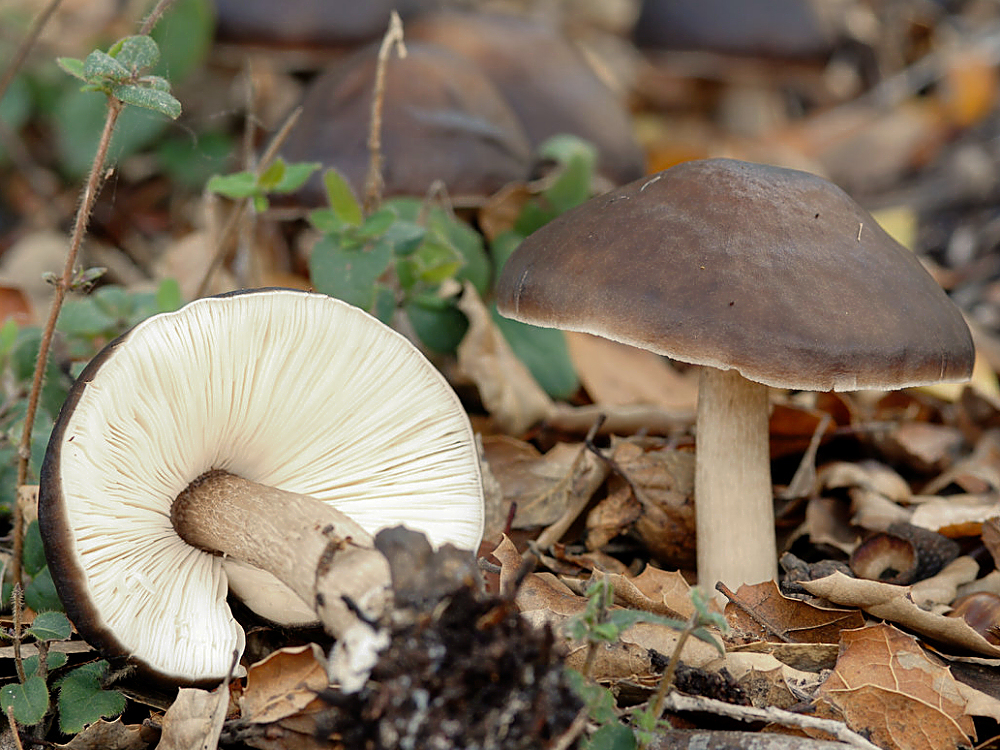
Rehbrauner Dachpilz Pluteus cervinus
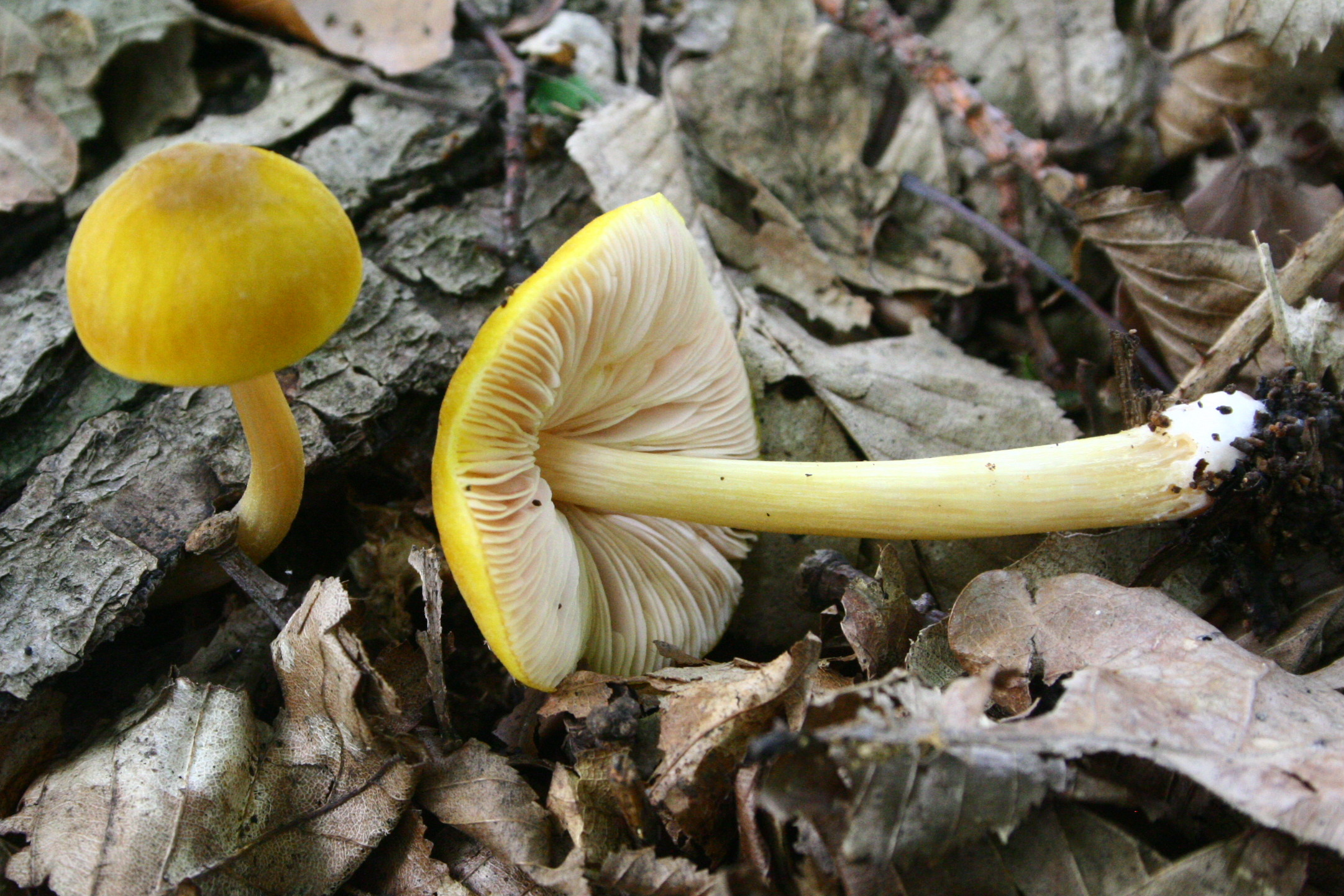
Löwengelber Dachpilz Pluteus leoninus
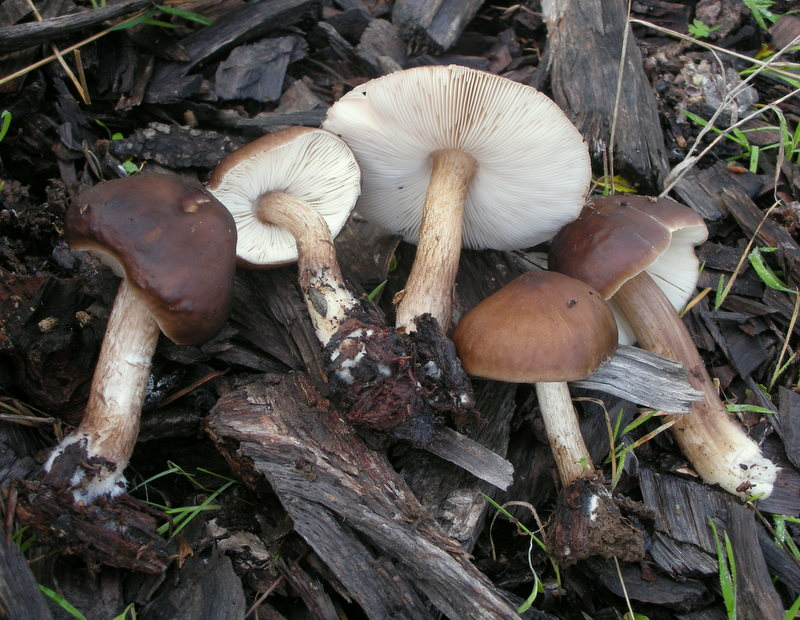
Schnallen-Nadelholz- oder Pouzars Dachpilz Pluteus pouzarianus
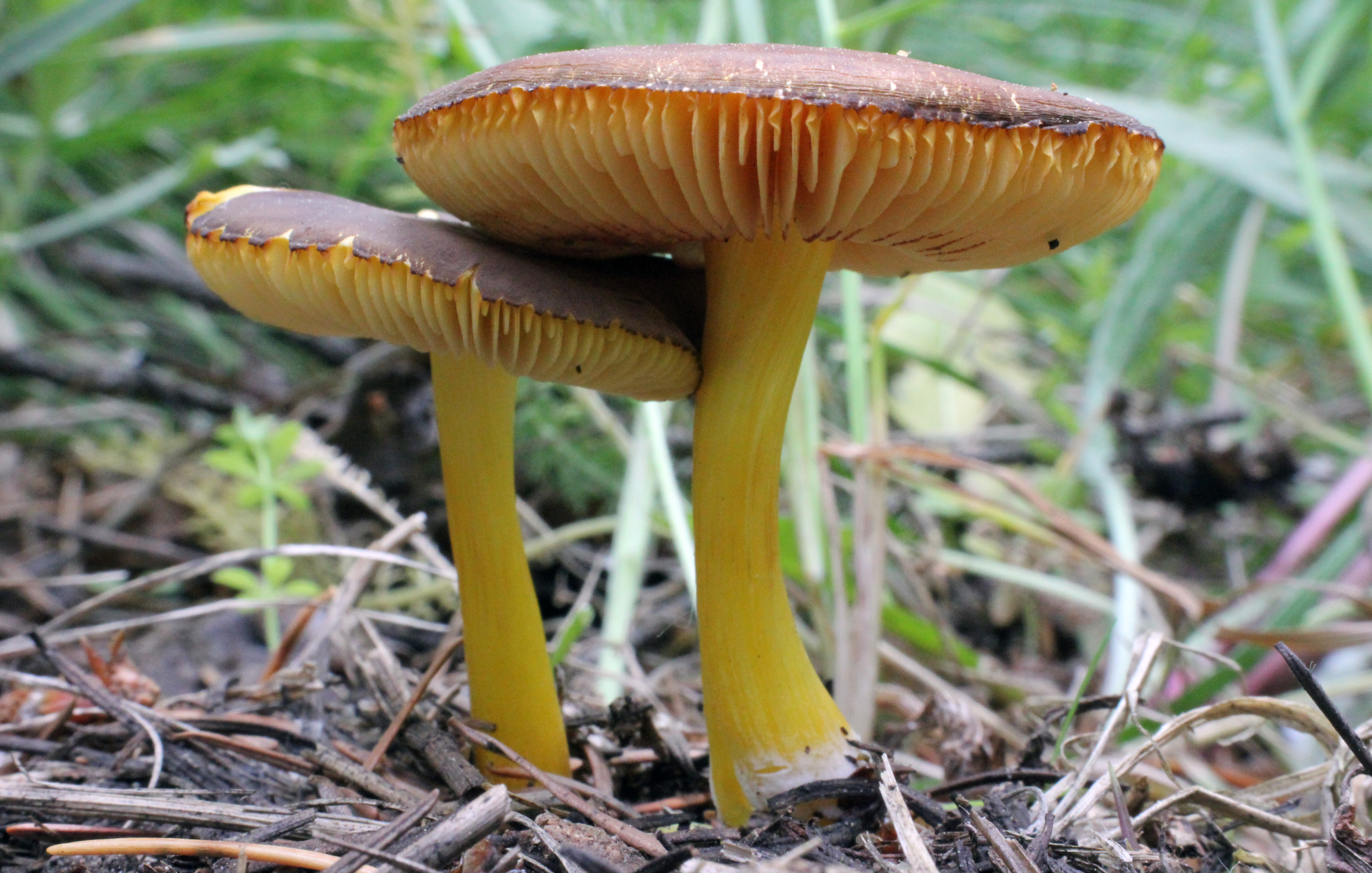
Gelbstieliger Dachpilz Pluteus romellii
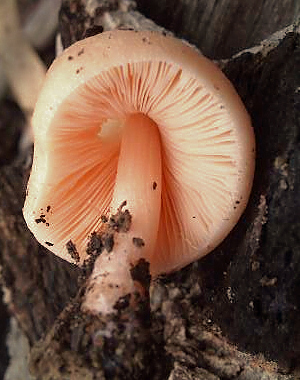
Rosastieliger Dachpilz Pluteus roseipes
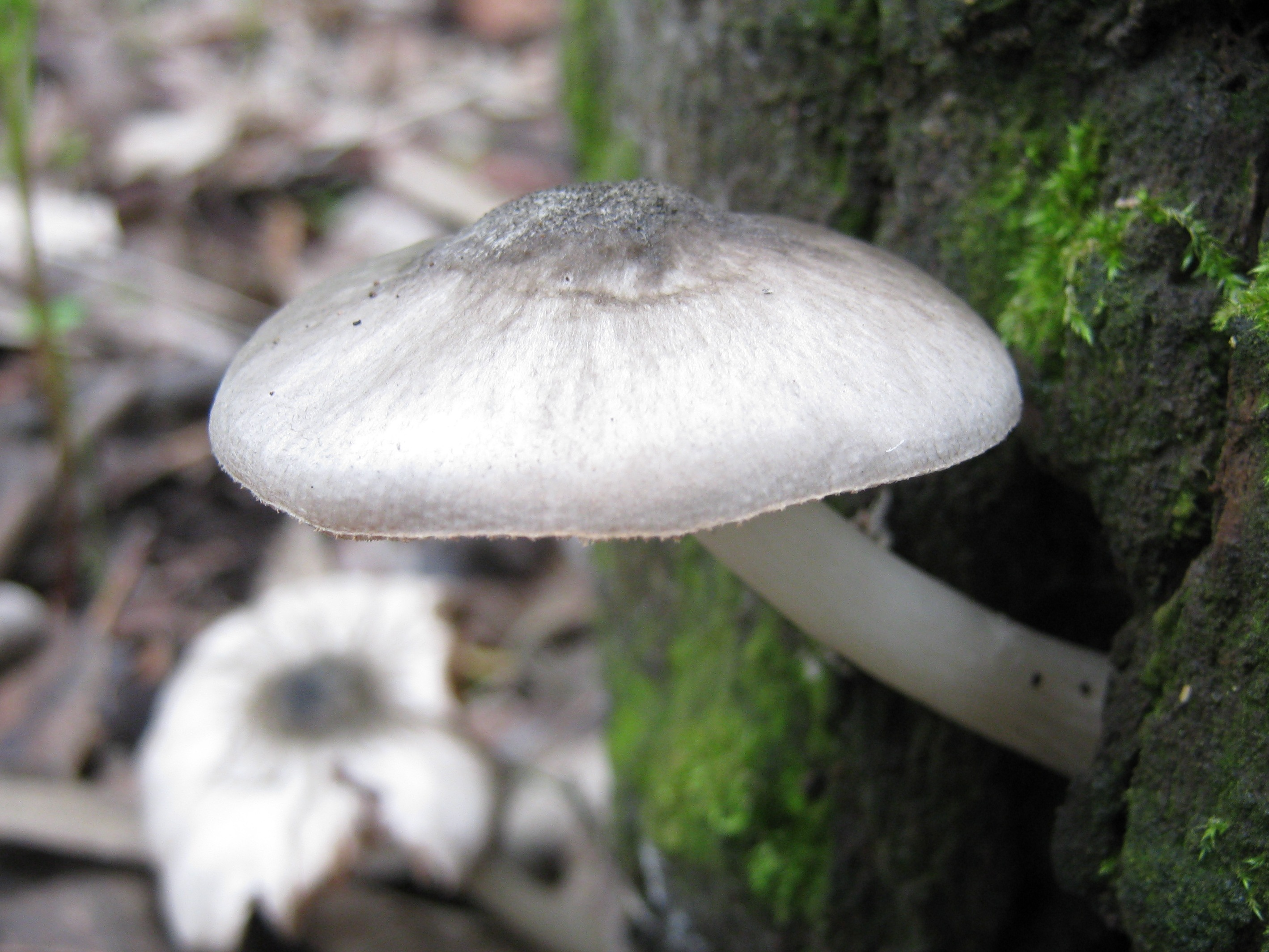
Grauer Dachpilz Pluteus salicinus
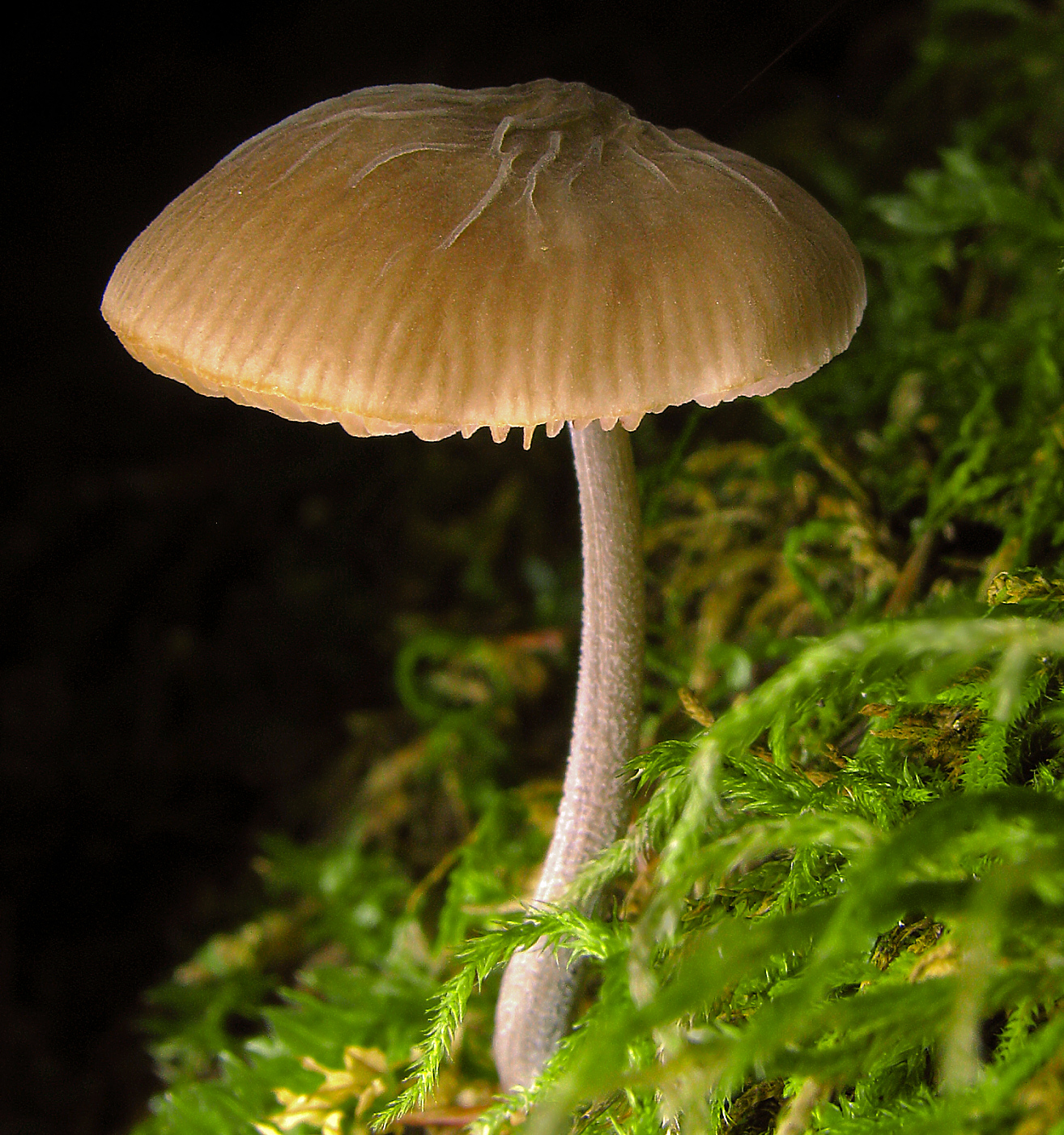
Graustieliger Adern-Dachpilz Pluteus thomsonii

## Systematik
Die Gattung der Dachpilze umfasst in Mitteleuropa etwa 40, weltweit über 100 Arten. Sehr viele Arten können nur von Spezialisten mit Hilfe mikroskopischer Merkmale bestimmt werden. Die Unterteilung der nachfolgenden Sektionen und Untersektion (mit Beispielart) erfolgt weitestgehend nach Andreas Vesper (2003):
- Sektion Pluteus: Makroskopische Merkmale: Hutoberfläche faserig bis schuppig. Mikroskopische Merkmale: Hutdeckschicht aus +/- liegenden Hyphen. Pleurozystiden mit Haken. Relativ große fleischige Arten.
  - Rehbrauner Dachpilz (P. cervinus)
- Sektion Villosi: Mikroskopische Merkmale: Hutdeckschicht wie bei Sektion Pluteus. Pleurozystiden dünnwandig ohne apikalen Haken.
  - Kleinster Dachpilz (P. exiguus)
- Sektion Celluloderma wird in drei Subsektionen unterteilt.
  - Subsektion Hispidodermini: Makroskopische Merkmale: Hutoberfläche samtig oder zottig-filzig, körnig bis schuppig. Mikroskopische Merkmale: Hyphen der Hutdeckschicht sind zylindrisch bis spindelig und eher aufgerichtet. Mittelgroße Arten.
    - Verschiedenfarbiger Dachpilz (P. plautus)

  - Subsektion Eucellulodermini: Makroskopische Merkmale: Hut samtig, runzelig bis adrig. Nicht so körnig wirkend wie in der Subsektion Hispidodermini. Mikroskopische Merkmale: Hutdeckschicht aus +/- aufrechtstehenden stumpf keuligen oder kugeligen, zellartigen Hyphen.
    - Gelbstieliger Dachpilz (P. romellii)

  - Subsektion Mixtini: Makroskopische Merkmale: wie in Subsektion Eucellulodermini. Mikroskopische Merkmale: Huthaut aus kugeligen bis lang gestreckt keulig-spindeligen Hyphen.
    - Graustieliger Adern-Dachpilz (P. thomsonii)

## Bedeutung
Die Genießbarkeit oder Giftigkeit der meisten Arten ist aufgrund ihrer Kleinheit nicht bekannt. Einzig der relativ große Rehbraune Dachpilz (P. cervinus) ist als Speisepilz bekannt. Erwähnenswert sei noch das Vorkommen von Psilocybin im Grüngrauen Dachpilz (P. salicinus), der somit zu den Giftpilzen zählt.